# 大東郵便局
大東郵便局（だいとうゆうびんきょく）は、大阪府大東市にある郵便局。民営化前の分類では集配普通郵便局であった。

## 概要
住所：〒574-8799 大阪府大東市曙町3-20

## 沿革
- 1876年（明治9年）6月20日 - 三箇（さんが）郵便局（五等）として開局[1]。
- 1885年（明治18年）5月1日 - 貯金取扱を開始。
- 1890年（明治23年）12月16日 - 為替取扱を開始。
- 1906年（明治39年）1月1日 - 住道（すみのどう）郵便局に改称。
- 1956年（昭和31年）10月1日 - 大東郵便局に改称[2]。
- 1957年（昭和32年）12月1日 - 特定郵便局から普通郵便局に局種別改定。
- 1963年（昭和38年）11月23日 - 電話交換事務、和文電報配達事務、国内欧文電報受付配達事務および国際電報受付配達事務を大東電報電話局に移管。
- 1999年（平成11年） - 外国通貨の両替および旅行小切手の売買に関する業務取扱を開始。
- 2007年（平成19年）10月1日 - 民営化に伴い、併設された郵便事業大東支店に一部業務を移管。
- 2012年（平成24年）10月1日 - 日本郵便株式会社発足に伴い、郵便事業大東支店を大東郵便局に統合。

## 取扱内容
- 郵便、印紙、ゆうパック、内容証明
- 貯金、為替、振替、振込、国際送金、国債、投資信託
- 生命保険、バイク自賠責保険、自動車保険、がん保険、引受条件緩和型医療保険
- ゆうちょ銀行ATM
- 大東市内全域（「574-00xx」区域）の集配業務
- ゆうゆう窓口

## 周辺
- 大東市役所
- 大東市立図書館
- 大東市立市民会館

## アクセス
- JR片町線（学研都市線） 住道駅から徒歩約11分
- 近鉄バス 大東市役所前停留所下車
- 近畿自動車道 門真ICもしくは大東鶴見ICから東へ約4km
- 駐車場あり：2台